# تپه چیا خسروخانی
تپه چیا خسروخانی مربوط به دوران پیش از تاریخ ایران باستان است و در شهرستان دلفان، بخش کاکاوند، روستای خسروخانی واقع شده و این اثر در تاریخ ۲۵ اسفند ۱۳۸۰ با شمارهٔ ثبت ۵۰۶۳ به‌عنوان یکی از آثار ملی ایران به ثبت رسیده است.